# Watcha Gonna Do
| Recensione | Giudizio |
| ---------- | -------- |
| AllMusic   |          |

Watcha Gonna Do è il primo album solista del cantante canadese (ed ex membro dei The Mamas & the Papas) Denny Doherty, pubblicato dall'etichetta discografica Dunhill Records nel febbraio del 1971.

## Tracce

### LP
Lato A
1. Watcha Gonna Do – 2:21 (Denny Doherty, Linda Woodward)
2. Neighbors – 3:49 (Gabe Lapano, Linda Woodward)
3. Gathering the Words – 4:09 (Denny Doherty, Linda Woodward)
4. Don't You Be Fooled – 2:46 (Denny Doherty)
5. Got a Feelin' – 3:26 (Denny Doherty, John Phillips)

Lato B
1. Tuesday Morning – 4:44 (Denny Doherty, Eddy Fischer, Linda Woodward, Barry McGuire)
2. Still Can't Hear the Music – 2:53 (Denny Doherty, Linda Woodward)
3. Hey Good Looking – 1:45 (Hank Williams)
4. The Drummer's Song – 3:13 (Eddy Fischer, Linda Woodward)
5. Medley – 5:43

## Musicisti
- Denny Doherty – voce solista, chitarra a 12 corde
- "Fast" Eddy Fischer – chitarra elettrica, chitarra acustica
- Gabe Lapano – pianoforte, pianoforte elettrico, organo, autoharp, vibrafono
- Brian Garofalo – basso
- Russ Kunkel – batteria
- Eric "The Doctor" Hord – chitarra acustica, chitarra slide, sitar elettrico, banjo
- Barry McGuire – chitarra acustica, armonica a bocca
- Buddy Emmons – steel guitar
- Jimmie Haskell – accordion
- Bill Szymczyk – percussioni, factory whistle
- Linda Woodward, Gabe Lapano, Eddy Fischer, BarryMcGuire, Eric "The Doctor" Hord, Peter Jacobs, Ralph Burris, Robert Paul Simone – cori
- Jimmie Haskell – arrangiamento cori

Note aggiuntive
- Bill Szymczyk – produttore (per la "Z MFG. Co.")
- Registrazioni effettuate al "The Record Plant" di Los Angeles, California
- Bill Szymczyk – ingegnere delle registrazioni
- Lillian Duma, John Henning, Phil Schier e Mike Stone  – assistenti ingegnere delle registrazioni
- Tom Wilkes e Barry Feinstein – design e foto copertina album originale
- Philip Melnick – foto (center spread) [3]